# Under the Sign of the Iron Cross
Under the Sign of the Iron Cross – dziewiąty album studyjny holenderskiej grupy muzycznej God Dethroned. Wydawnictwo ukazało się 22 listopada 2010 roku nakładem wytwórni muzycznej Metal Blade Records. Nagrania zostały zarejestrowane w Soundlodge Studios w Leer w Niemczech. Gościnnie na płycie wystąpili wokalista Marco van der Velde i keyboardzista Jörg Uken.

## Lista utworów
Opracowano na podstawie materiału źródłowego.
1. „The Declaration of War” – 00:57 (utwór instrumentalny)
2. „Storm of Steel” – 03:41
3. „Fire Storm” – 03:09
4. „The Killing is Faceless” – 04:54
5. „Under the Sign of the Iron Cross” – 05:15
6. „Chaos Reigns at Dawn” – 04:05
7. „Through Byzantine Hemispheres” – 03:04
8. „The Red Baron” – 03:51
9. „On Fields of Death & Desolation” – 07:29